# Александровское (Иркутская область)
Алекса́ндровское (большинство местных жителей называют его Алекса́ндровск) — деревня в Боханском районе Иркутской области.

## История
В начале XIX века здесь существовал Александровский винокуренный завод по имени царя Александра I. В 1873 году завод перестроен в Александровскую центральную каторжную тюрьму (Александровский централ). После Октябрьской революции тюрьма ликвидирована. В советское время на её территории долгое время находилась лечебница для душевнобольных и по сей день находящаяся там. Несмотря на то, что больница является чуть ли не единственным местом работы большинства сельчан, идёт сбор подписей о её закрытии, ввиду нечеловеческих условий содержания душевнобольных. Здесь 15 апреля 1884 года родился национальный герой Югославии, генерал-лейтенант НОАЮ  Фёдор Евдокимович Махин.

## Население
| 2002 | 2010  | 2011  | 2012  |
| ---- | ----- | ----- | ----- |
| 1596 | ↗1612 | →1612 | ↘1595 |